# Jolanda Kallabis
Jolanda Kallabis (* 18. Februar 2005) ist eine deutsche Leichtathletin. Sie ist auf der Mittelstrecke und auf der Hindernisdistanz zu Hause. Über 2000 Meter Hindernis hält sie die U18-Weltbestleistung. Bei den Deutschen Hallenmeisterschaften 2023 in Dortmund gewann sie Gold über 800 Meter.

## Leben
Jolanda Kallabis ist die Tochter des ehemaligen Leichtathleten Damian Kallabis und der Sportwissenschaftlerin Nina Rosenplänter. Sie wuchs in Donaueschingen und Bräunlingen auf. Als Grundschülerin begann sie beim LV Donaueschingen zu trainieren. Von 2015 bis 2017 besuchte sie die Deutsche Schule Málaga in Spanien. Während dieses Auslandsaufenthalts nahm sie an einer Reihe von Wettkämpfen teil und gewann die andalusische Meisterschaft über 1000 Meter Hindernis in ihrer Altersklasse. Ab 2017 besuchte sie das Nellenburg Gymnasium in Stockach. Für die TG Stockach holte sie 2019 den 1. Platz über 800 Meter bei den Süddeutschen Meisterschaften und bei den Badischen Meisterschaften. Sie wurde Badische Meisterin und Deutsche Meisterin im Blockmehrkampf Lauf. 2020 wurde sie mit 2:08,92 min über 800 Meter schnellste deutsche W15-Läuferin. Im selben Jahr stellte sie bei den baden-württembergischen U23- und U18-Meisterschaften in Walldorf eine deutsche U16-Bestleistung über 1500 Meter Hindernis auf (4:48,08 min). Seit ihrer Umorientierung vom Mehrkampf in Richtung Laufen wurde sie von ihrer Mutter bei der FT 1844 Freiburg trainiert. Ihre Schulbildung führte sie an der Staudinger Gesamtschule fort, einer Eliteschule des Sports in Freiburg im Breisgau.
Bei den Leichtathletik-U20-Europameisterschaften 2021 in Tallinn verpasste Kallabis über 1500 Meter knapp das Finale. Im selben Jahr erreichte sie bei der Jugend-DM in Rostock mit 6:36,71 min den Titel über 2000 Meter Hindernis in der Altersklasse U18. Anfang 2022 gewann sie den U20-Titel bei den Deutschen Jugend-HallenMeisterschaften in Sindelfingen über 800 Meter (2:06,61 min). Bei den Leichtathletik-U18-Europameisterschaften im Juli 2022 in Jerusalem wurde sie U18-Europameisterin über 2000 Meter Hindernis in 6:20,22 min. Am 9. September 2022 unterbot sie beim Flutlichtmeeting im Trierer Moselstadion über 2000 Meter Hindernis mit 6:07,72 min die 13 Jahre zuvor aufgestellte U-18-Weltbestzeit. Für diese Leistungen wurde sie zur deutschen Jugendleichtathletin des Jahres 2022 gewählt. Im Februar 2023 wurde sie Deutsche Hallenmeisterin in Dortmund über 800 Meter. Dabei erzielte sie mit 2:03,71 min eine persönliche Bestzeit.
Nach ihrem Erfolg bei den Hallenmeisterschaften zog sich Kallabis einen Ermüdungsbruch im Sesambein des rechten Fußes zu und verpasste die Freiluft-Saison 2023. Im selben Jahr erlangte sie das Abitur und schloss sich für voraussichtlich vier Jahre der professionellen Trainingsgruppe „On Athletics Club Europe“ um den Trainer Thomas Dreißigacker an. Deren Ziel ist unter anderem die Vorbereitung der Athleten auf die Teilnahme an Olympischen Spielen.
Sowohl bei den U20-Weltmeisterschaften 2024 in Lima als auch den Deutschen Hallenmeisterschaften 2025 in Dortmund gewann Kallabis die Bronzemedaille über 1500 Meter.